# Dialetto vercellese
Il dialetto vercellese (nome nativo dialèt vërslèis) è una variante locale della lingua piemontese. Per ragioni geografiche ha avuto contatti con il lombardo occidentale. Ha sempre costituito una transizione tra piemontese e lombardo, ma fin da quando la Signoria di Vercelli è stata donata al Ducato di Savoia l'influenza piemontese ha prevalso su quella lombarda, ed in particolar modo la classe alta vercellese si era fatta portatrice di tratti occidentali provenienti dalla capitale, creando una variazione diastratica tra il parlare della classe alta e quello della classe bassa. Non tutte le torinesizzazioni sono state recepite e il dialetto vercellese è ancora a tutti gli effetti piemontese orientale. Gli studi sui Sermoni Subalpini affermano che questo importante documento in volgare medievale fosse stato redatto proprio a Vercelli, e questo dimostra che il vercellese, al netto delle influenze lombarde, appartenesse ai dialetti gallo-italici più occidentali fin dalle origini, o quanto meno non fosse affatto un dialetto di ceppo milanese. Il dialetto della vicina Novara sebbene dovesse essere originariamente affine al vercellese, è rimasto per molto più tempo in orbita milanese e porta tuttora palesi tratti lombardi. Il dialetto vercellese è in tutto simile al biellese, con la sola differenza che a Biella c'è transizione tra forme di pianura, più moderne e identiche al vercellese, e forme prealpine, più arcaiche e simili al valsesiano.

## Uso
Il vercellese ha risentito, a partire dagli anni '60, di un notevole calo di utilizzo nell'ambito familiare. La preponderanza culturale dell'italiano, che si è diffuso molto velocemente grazie alla scuola ma anche ai nuovi mezzi di comunicazione come la televisione, ha fatto sì che parlare "in dialetto" fosse avvertito come diseducativo nei confronti dei minori. Ne è seguito che i genitori parlavano in dialetto tra loro, ma in italiano coi figli, per paura di influenzare negativamente il loro studio scolastico della lingua italiana. Il vercellese rischia così, come la lingua piemontese stessa, di essere vittima di un cambio linguistico dei suoi parlanti. Il rapporto IRES Piemonte del 2005, curato da Enrico Allasino, non riscontra inversioni di tendenza nel declino del piemontese, che resta appannaggio degli anziani e non rinnova la sua immagine di lingua legata al passato.

### Brano in dialetto vercellese
Ün òm a l' ava dói fiõi;

E 'l pü gióvo d' lór l'à dit al pari: “O pari, dàmi al fat mè, ch'a m' pöl tochèmi;” e 'l pari l'à fat la división.

E pochi dì dop 'l fiõl pìcio cit l'à rabajà sü tütt, e s' n'è andàsne lontàn, e 'n pòc temp s'è bütasi 'n malora per fè 'd riboti.

E dòp consumà tut, j'è vnùji ent col pais 'na gran famin-a, e lù l'è comensà a trovèssi en bsògn.

E l'è andà con un ëd coi paisan, ch'a 'l l'ha mandàlo ant i sò camp a larghè i pòrch.

E lù al desiderava d'empìssi con le scòrse che mangiavo i crin; ma a-j era nen un ch'a-j na déissa.

Ma pensand ai fat sò a l'ha dit: "Quanta gent pagà da mè pari i han dël pan a ròta ëd còl, e mi belechì i crepo ëd fam!

I m'ausrò e i andarò da mè pari e i-j dirò: O pari, mi i hò fat mal avanti a Dio e dnans a voi;

E i merit pù nen d'essi ciamà vòss fieul; fèmi vòss servitor"

Donch ël fieul s'è ausàssi, e l'è vni da sò pari. E 'ntant ch'a l'era ancò lontan, sò pari a 'l l'ha sciaralu, e j'ha fàji pen-a. A l'è corì, a l'è campàssi al còl e l'è basàlo.

E 'l fieul j'hè dìji: "O papà, mi i hò fat mal e contra nòss Signor e 'n fàcia ëd voi; e i merit pù nen d'essi ciamà vòss fieul"

Ma ël pari l'è dit ai sò servitor: "Portè subit ël vestì pù bèl, e butèlo an neuv da cap a pè, con l'anèl con dë scarpe neuvi;

Anland massè 'l pù bèl vitèl, ch'a peusso mangèlo e stèssni alegar;

Përchè 'sto fieul a l'era mòrt e adèss l'è viv; a l'era pardì e a l'è troàssi". E i 's son butàssi tuti a fè gran festa.

Anland ël prim mat a l'era an campagna e, vnènd a cà, essend già visin, ël sent la mùsica e 'l bal.

E ancantà ël ciama a un domestich lo ch'a-j era ëd neuv.

E lü a j'ha dìji: "Ël sò fradèl a l'è vnì a cà e sò pari a l'ha fat massè 'l pù bèl vitèl, përchè ch'a l'è rivà a cà ardì"

'Sta cosa l'ha fàje vnì ël fot, e l'era lì për andèssni. Ma sò pari vnènd ëd fòra a l'ha pregàlo d'ëvnì drent.

Ma lü l'è dit al pari: "Mi come mi, dòp tanti ani ch'i t'ubidiss, i hò mai avì un cravòt par stè alegar con i amis

Ma adèss che 's' mat, ch'a l'è sgarà tut ël fat sò con dle pòrche, l'è vnì, voi fèi massè 'l pù bèl vitèl".

E lü l'è dit: "Car ël mè mat, ti t'è sempar con mi, e tut lo ch'a l'è mè a l'è tò;

Adèss peui a 's dovìva fè festa e stè alegar, përchè 'sto tò fradèl a l'era mòrt e adèss l'è viv; a l'era perdì e l'è trovàssi."

Bernardino Biondelli, saggio sui dialetti Gallo-Italici, pag. 527